# Девід Коперфілд (фільм, 1935)
«Девід Коперфілд» (англ. «The Personal History, Adventures, Experience, & Observation of David Copperfield the Younger») — американський художній фільм 1935 року режисера Джорджа К'юкора за однойменним романом Чарлза Дікенса.

## Сюжет
У житті Девіда було багато поневірянь і труднощів, проте йому вдалося знайти своє щастя, нехай і через довгі роки…

## У ролях
- Елізабет Аллан —  мати Девіда
- Фредді Бартолом'ю —  Девід у дитинстві
- Френк Лоутон —  Девід в молодості
- Една Мей Олівер —  тітка Бетсі Тротвуд
- Вільям Клод Філдс —  пан Мікобері
- Безіл Ретбоун —  Едвард Мардстоун
- Морін О'Салліван —  Дора
- Лайонел Беррімор —  Ден Пегготті
- Уна О'Коннор —  місіс Гаммідж
- Ельза Ланчестер —  Клікетт
- Роланд Янг —  Урія Гіп
- Джессі Ральф —  медсестра Пегготті
- Медж Еванс —  Агнес
- Г'ю Волпол —  вікарій
- Гаррі Бересфорд

## Творча група
- Сценарій:
- Режисер: Джордж К'юкор
- Оператор:
- Композитор: